# Aravu
Aravu är en ort i Estland. Den ligger i Meeksi kommun och landskapet Tartumaa, i den sydöstra delen av landet, 200 km sydost om huvudstaden Tallinn. Aravu ligger 43 meter över havet och antalet invånare är 144.
Terrängen runt Aravu är mycket platt. Runt Aravu är det glesbefolkat, med 10 invånare per kvadratkilometer. Närmaste större samhälle är Räpina, 15,5 km söder om Aravu. Omgivningarna runt Aravu är en mosaik av jordbruksmark och naturlig växtlighet.